# Église Saint-Nicolas de Saint-Nicolas-des-Motets
Pour les articles homonymes, voir Église Saint-Nicolas.
L'église Saint-Nicolas est une église paroissiale catholique, dédiée à saint Nicolas, située dans la commune de Saint-Nicolas-des-Motets dans le département français d'Indre-et-Loire en région Centre-Val de Loire.
Un tableau et le décor peint de l'église sont classés au titre des monuments historiques depuis 1966.

## Localisation
L'église respecte l'orientation classique des édifices de culte catholique : nef à l'ouest et chœur à l'est.

## Histoire
L'édifice, majoritairement du XVIe siècle, remplace une élise plus ancienne, signalée dans les chroniques du XIIe siècle. Il s'agissait très certainement d'un bâtiment de style roman. Des aménagements (percement de baies) se sont sans doute opérés jusqu'au XVIIe siècle.

## Description

### Architecture
L'église se compose d'une nef à deux travées matérialisées extérieurement par des contreforts plaqués et d'un chœur sans transept. Nef et chœur sont séparés par un mur percé d'un arc en tiers-point.
Le linteau du portail ouest est gravé d'une inscription, incomplète, qui pourrait être extraite de la Première épître à Timothée (1 Tim 2:5) dans le Nouveau Testament.

### Mobilier et décor

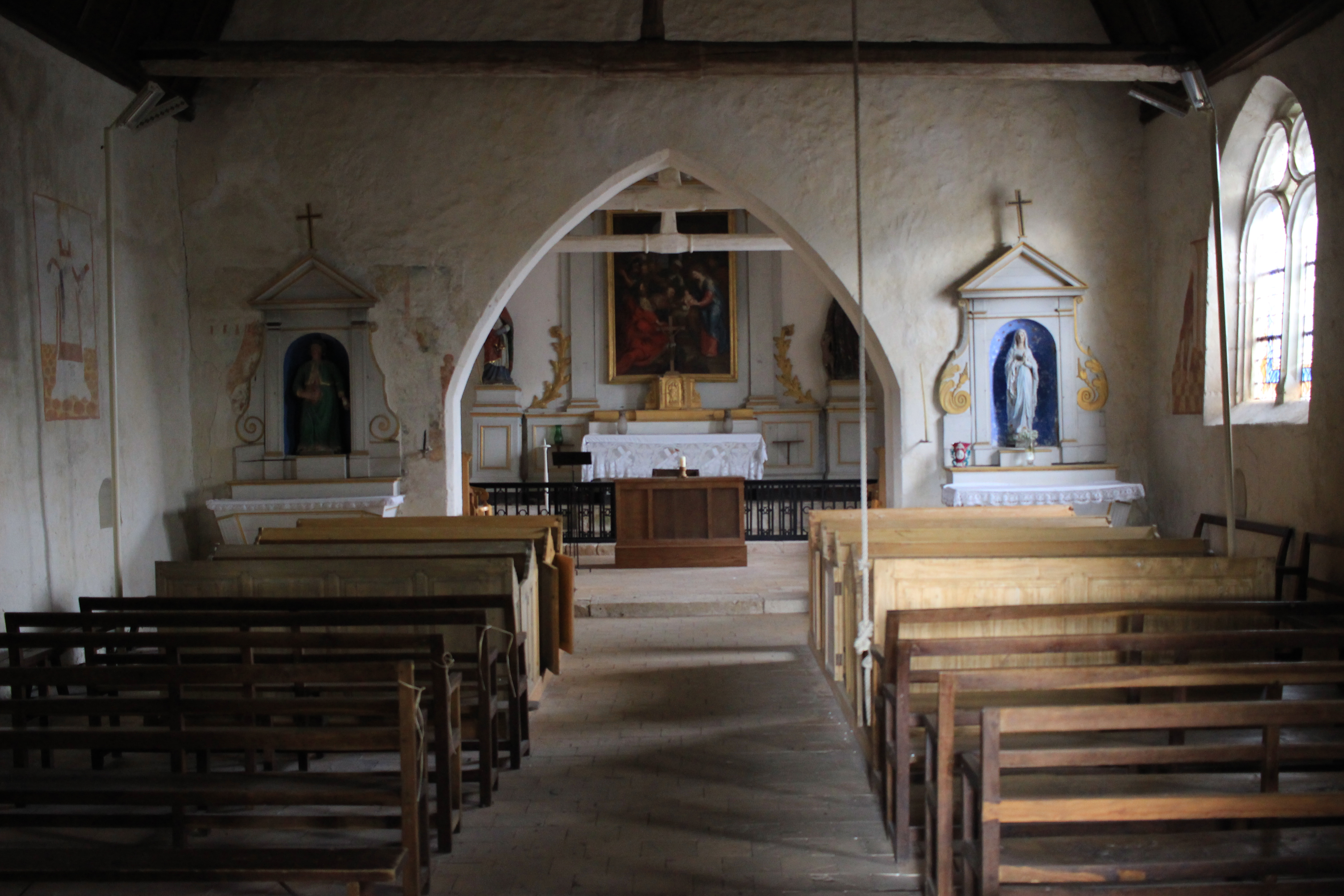
L'intérieur de l'église.

#### Statues
Une statue en bois polychrome représentant Mammès de Césarée retenant de la main ses entrailles est installée dans une niche de la nef.

#### Tableaux
Une Adoration des mages du XVIIe siècle d'après Rubens est classée comme monument historique.

#### Décor peint
Des peintures murales du XVIe siècle sont classées comme monuments historiques depuis 1966. Après leur dégagement à partir des années 1960, elles font l'objet d'une restauration complète en 1996. elle couvrent principalement les deux murs latéraux du chœur, mais également, et à un degré moindre, les murs latéraux de la travée orientale de la nef ainsi que le mur de séparation entre la nef et le chœur, sur la paroi nord de sa face côté chœur.
Ces peintures, probablement du XVIe siècle — le style des costumes des personnages est révélateur —, ont certainement été dégradées pendant les guerres de religion avec le grattage des visages des personnages.

Peintures murales de l'église
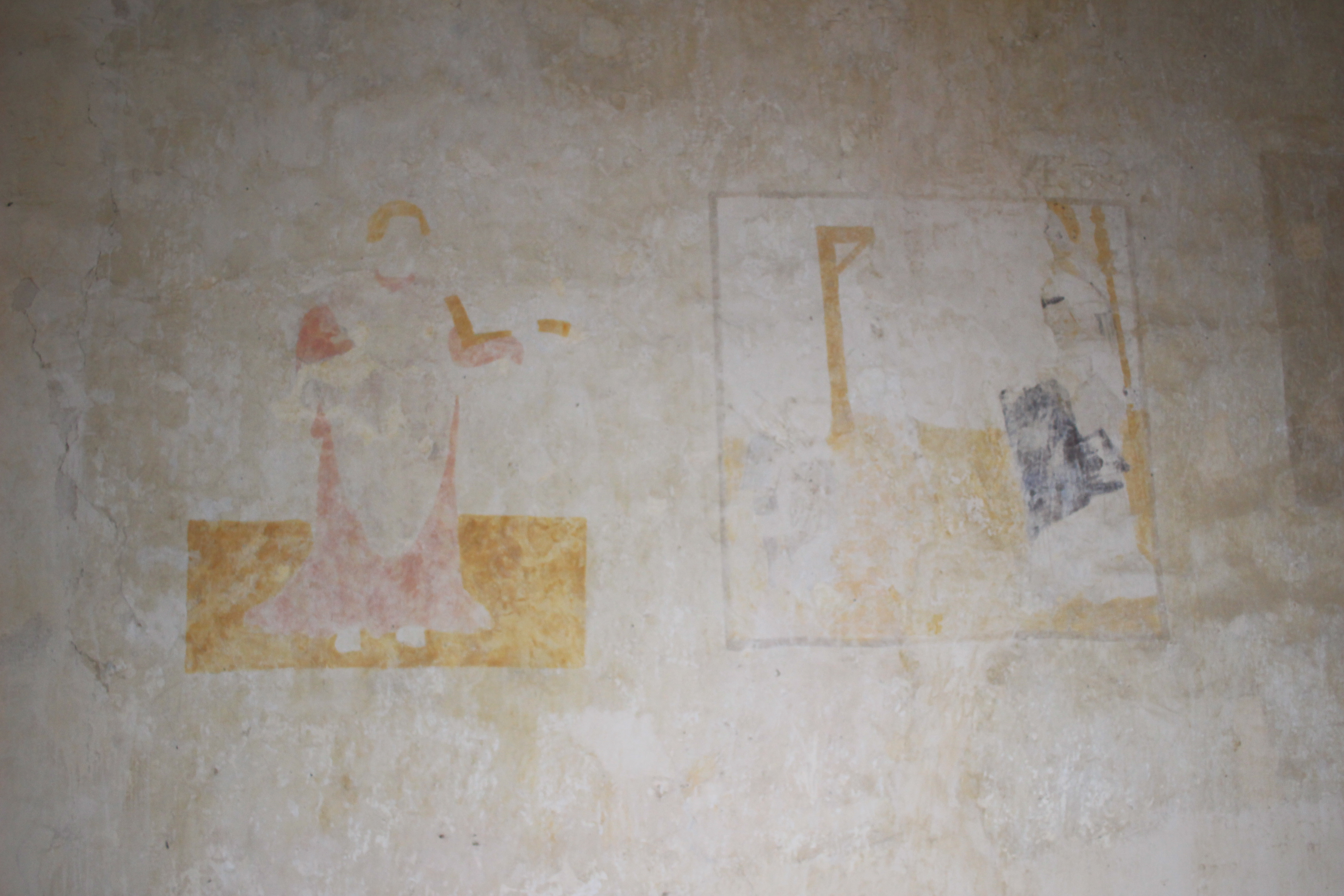
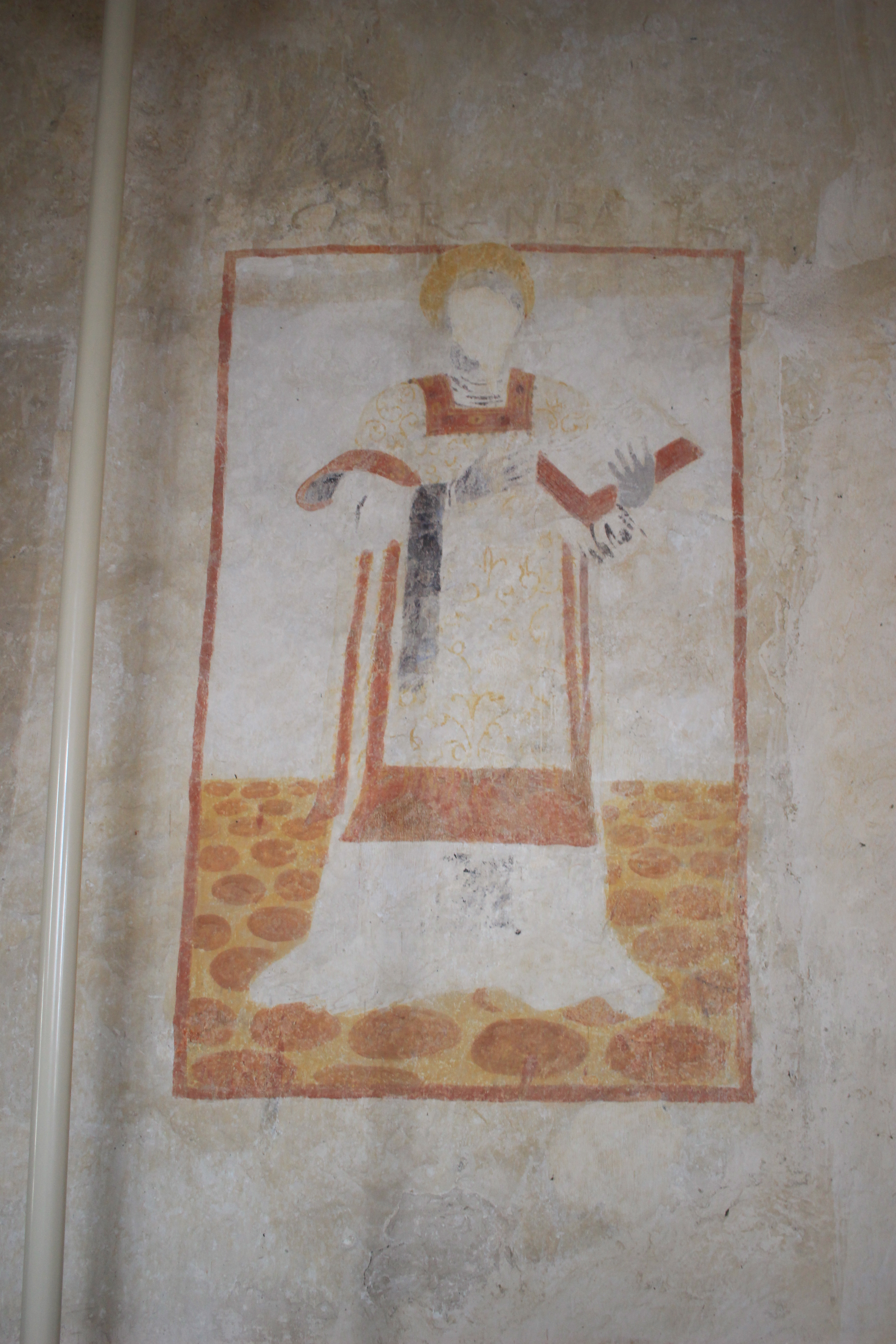
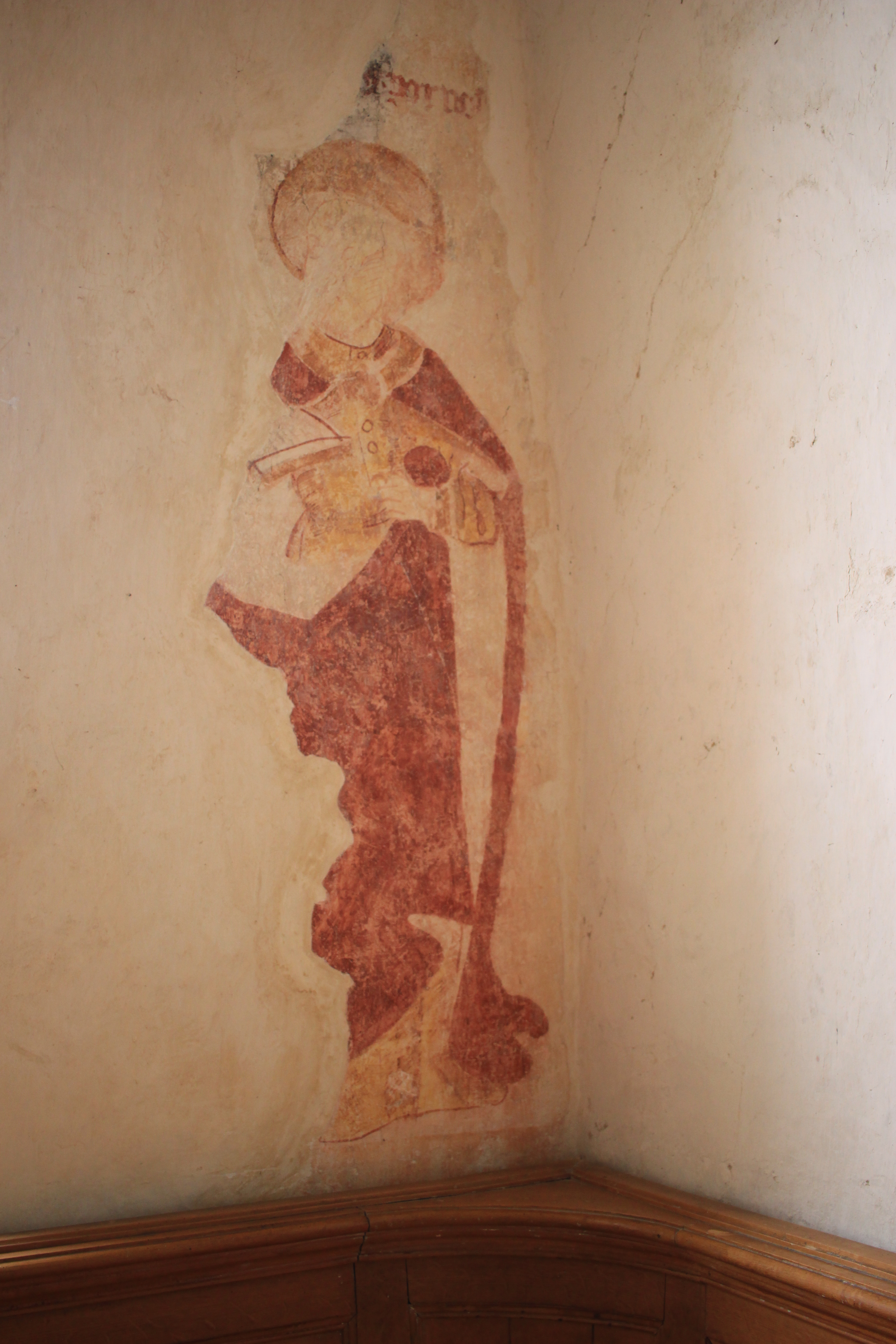
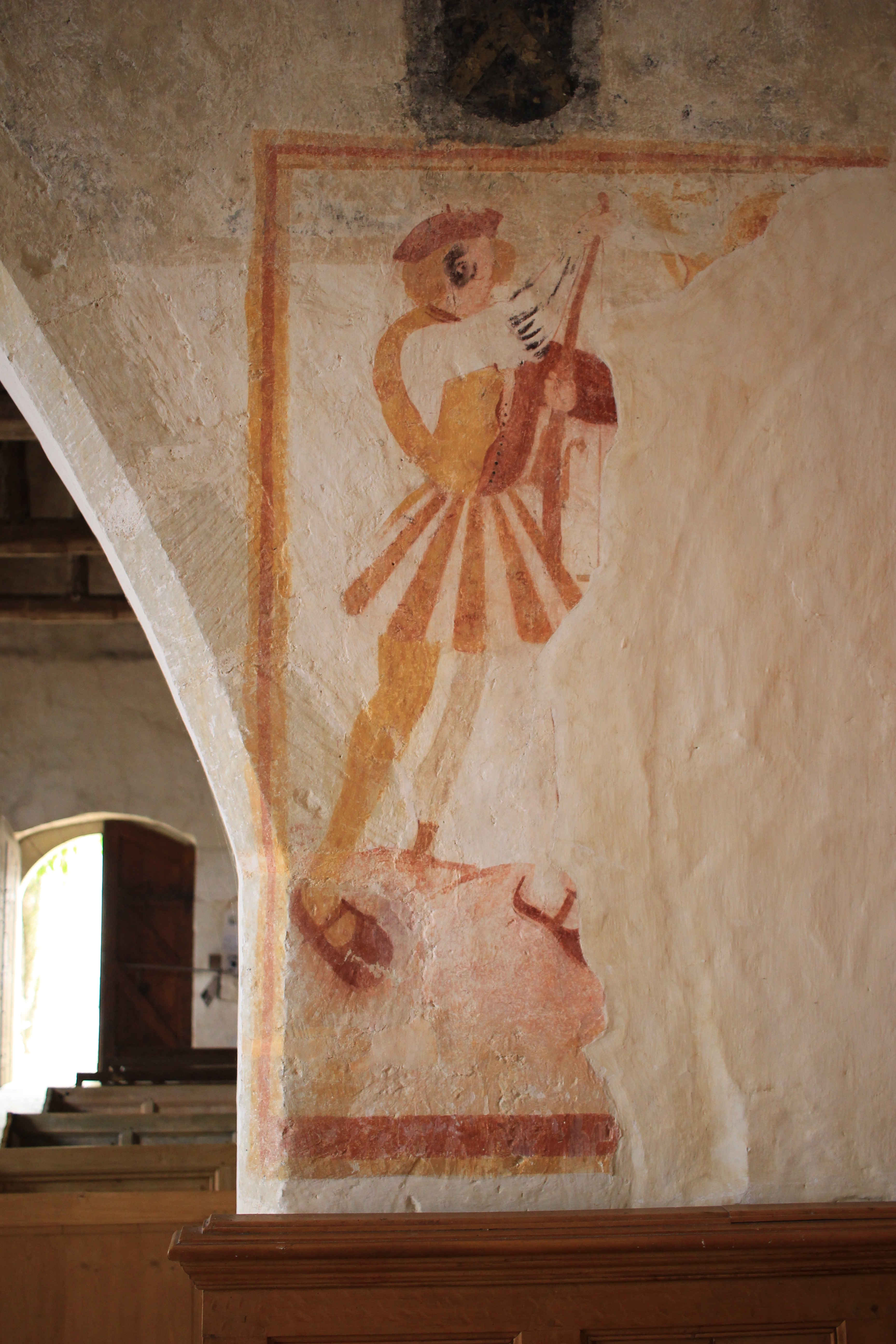
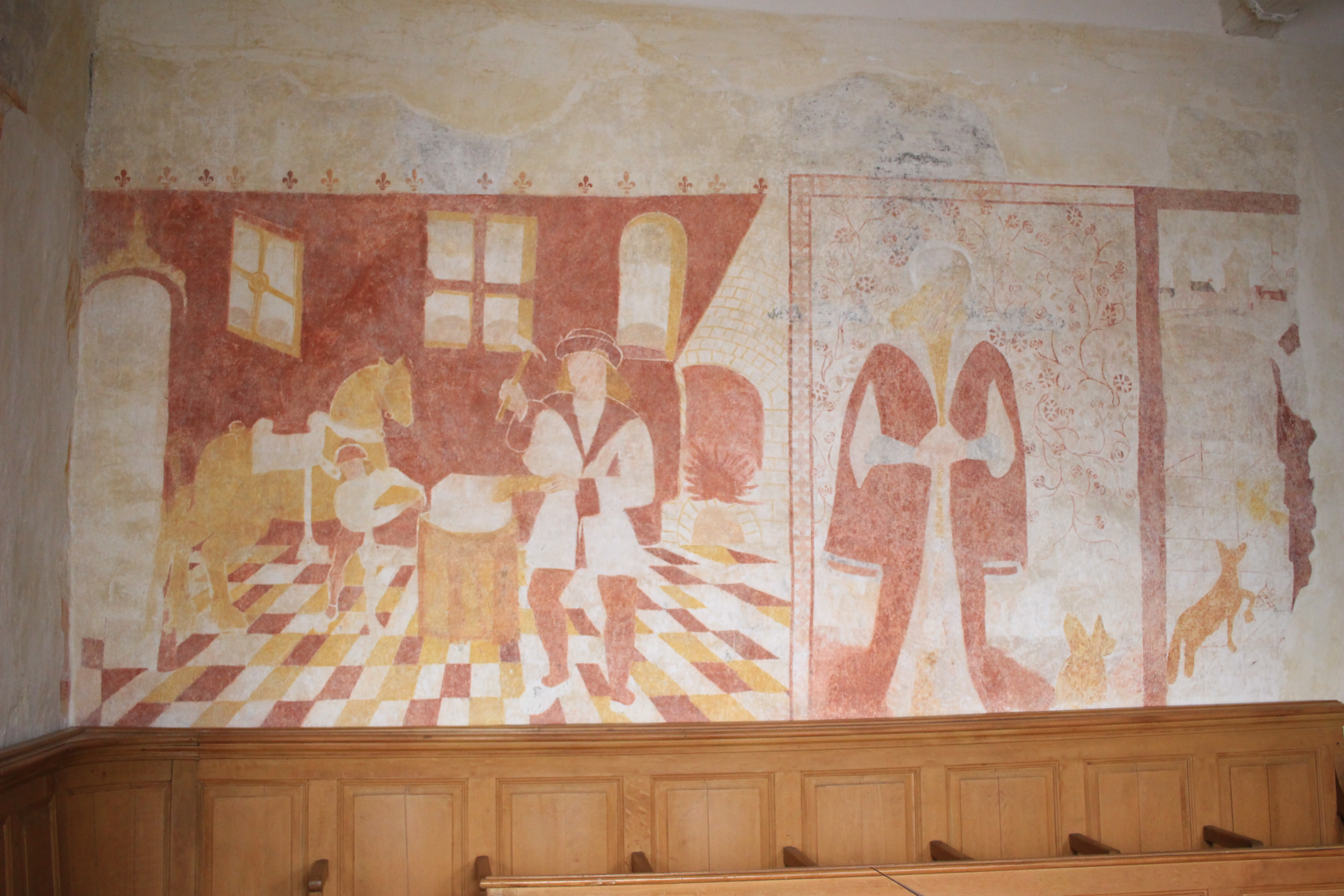
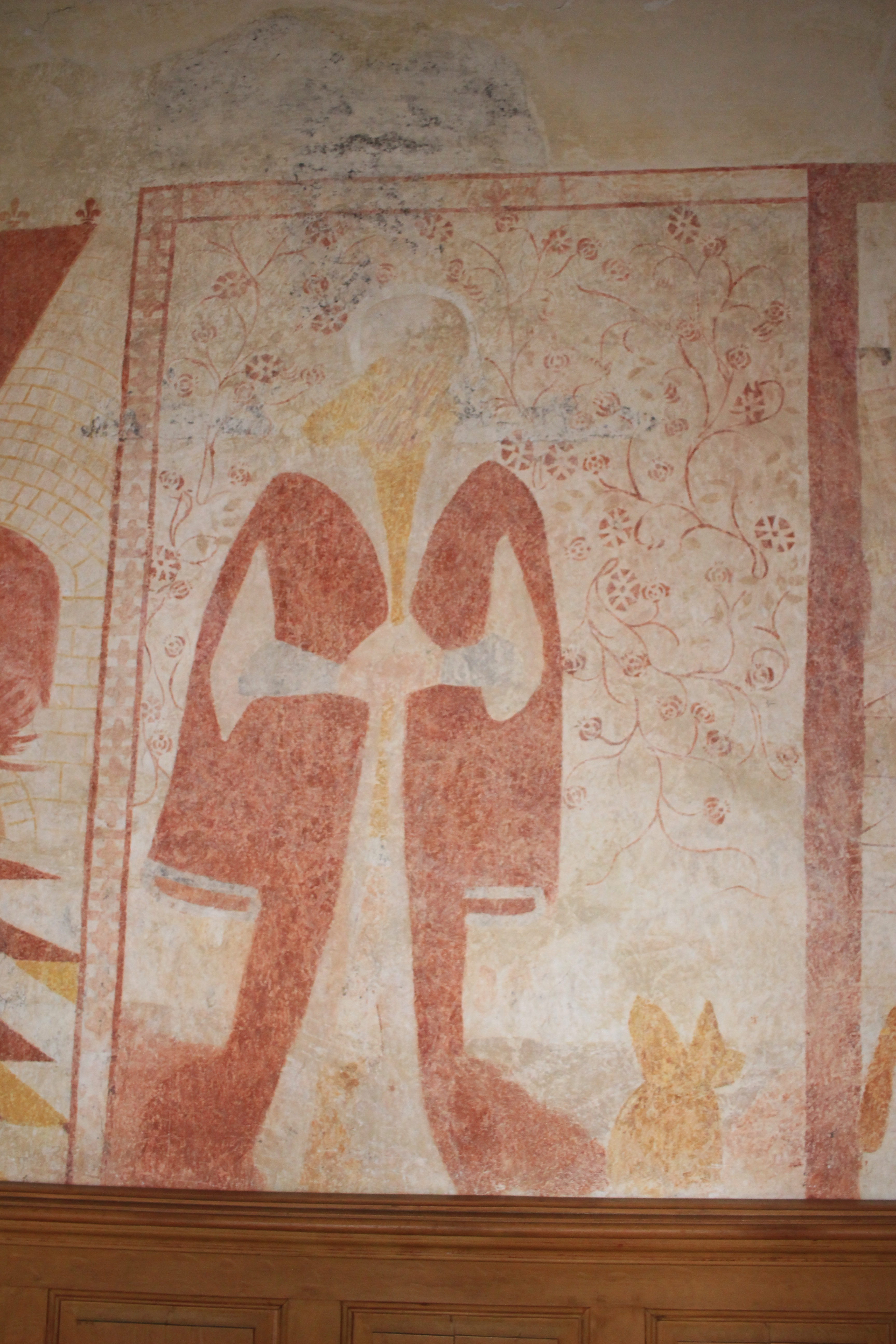
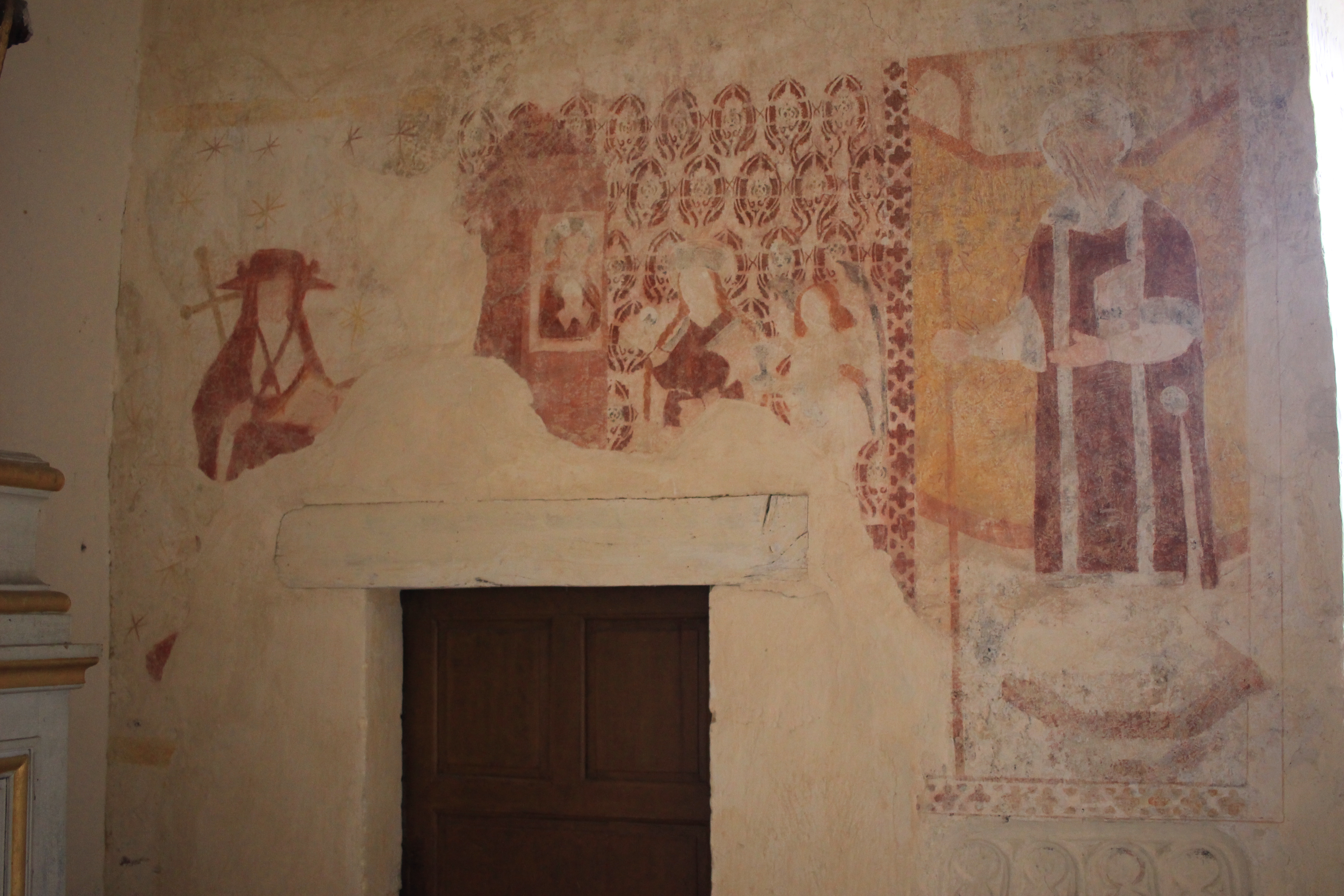